# Meriones tristrami
Meriones tristrami é uma espécie de roedor da família Muridae.
Pode ser encontrada nos seguintes países: Arménia, Azerbaijão, Irão, Iraque, Israel, Jordânia, Libano, Síria e Turquia.